# Nhập hồn
Nhập hồn, nhập xác, nhập cốt hay nhập tràng là thuật ngữ để chỉ đức tin cho rằng các vật linh, ma quỷ, sinh vật ngoài Trái Đất, thần thánh, hoặc các linh hồn có thể chiếm hữu cơ thể một con người. Các khái niệm về nhập hồn tồn tại trong nhiều tôn giáo, Tâm linh kể cả Kitô giáo, Phật giáo, Haiti Vodou, Wicca, Ấn Độ giáo, Hồi giáo và các tín ngưỡng truyền thống ở Đông Nam Á và châu Phi. Tùy thuộc vào bối cảnh văn hóa, nhập hồn có thể được coi là tự nguyện hay không tự nguyện và có thể được coi là có ảnh hưởng có lợi hay có hại đối với người bị nhập. Những người tin vào hiện tượng nhập hồn thường cho rằng phụ nữ dễ bị nhập hồn hơn nam giới.